# Alexa Waschkau

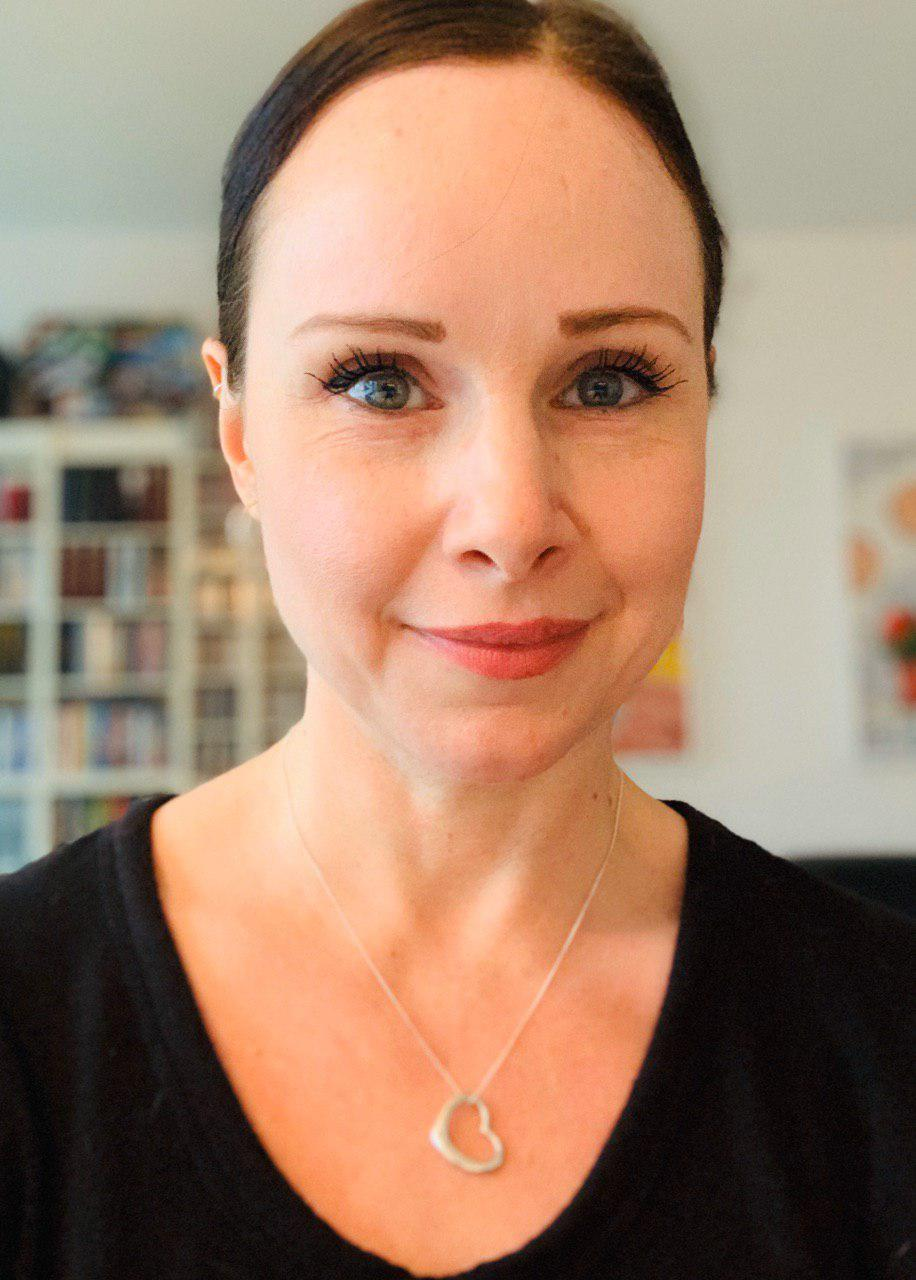
Alexa Waschkau (2019)

Alexa Marie Margarethe Waschkau (* 13. Dezember 1974 in Bad Pyrmont als Alexa Marie Margarethe Schlorhaufer) ist eine deutsche Autorin, Podcasterin und Volkskundlerin.

## Leben
Im Jahr 2003 schloss Alexa Waschkau das Studium der Volkskunde/Europäischen Ethnologie an der Westfälischen Wilhelms-Universität Münster mit dem Magister artium ab. Das Thema der Magisterarbeit lautete Heilfasten. Eine Therapie im Kontext der Lebensreformbewegung.
Sie ist eine Urenkelin des deutschen Arztes Otto Buchinger (1878–1966), der als Begründer des Heilfastens gilt.
Von 2003 bis 2012 arbeitete sie in Münster in der Verwaltung im Bereich Qualitätssicherung. Seit 2013 ist sie als selbstständige Autorin, Journalistin und Audioproduzentin tätig. Sie ist mit Alexander Waschkau verheiratet und lebt im Großraum München.

## Podcasting und Audioproduktionen
Bekanntheit erlangte Alexa Waschkau mit dem Podcasting-Projekt Hoaxilla, das sie als „Hoaxmistress“ mit ihrem Ehemann Alexander Waschkau seit 2010 betreibt. In den ersten beiden Jahren nach dem Start des Projekts verzeichnete dieser mehr als eine Million Downloads. Im Jahr 2015 hatte jede neue Episode zwischen 25.000 und 50.000 Hörer.
Waschkau veröffentlicht den Vorlese-Podcast Black Sweet Stories, in dem neben klassischer Literatur auch Geschichten junger Autorinnen und Autoren vorgelesen werden. Unter dem Titel Lebenslinien produziert sie individuelle Hör-Biografien für Privatpersonen. In der zwölfteiligen Auftragsproduktion „Dunkle Orte“ bereiste Alexa Waschkau Verbrechensschauplätze im deutschsprachigen Raum.
Alexa Waschkau ist als Hörbuch-Sprecherin tätig. Für die Produktionsfirma bumm film führte sie Hörspielregie im 2023 von Audible veröffentlichten ersten Teil von „Ripper’s Daughters“ des Autors Markus Heitz.

## Medien und öffentliche Auftritte
Waschkau war mehrmals auf der Skepkon, welche jährlich von der Gesellschaft zur wissenschaftlichen Untersuchung von Parawissenschaften durchgeführt wird, sowie beim jährlichen Symposium des turmdersinne in Nürnberg als Referentin zu Gast.
Am 12. Juni 2014 war Alexa Waschkau mit einem Beitrag über Verschwörungstheorien im Magazin Elektrischer Reporter des Senders ZDFinfo zu Gast. Am 18. Januar 2017 berichtete das NDR-Medienmagazin ZAPP über das Projekt HOAXILLA unter dem Titel Hoax als Hobby: Ein Ehepaar kämpft gegen Fakes. Gemeinsam mit Alexander Waschkau war sie 2018 als Expertin in die Kabel-eins-Sendung Die spektakulärsten Verschwörungstheorien eingeladen.
Waschkau ist als Expertin beim Rundfunk Berlin-Brandenburg zu hören und war mehrmals zu Gast in der DRadio-Wissen-Sendung Die Redaktionskonferenz.
Im Internetfernsehportal massengeschmack.tv des Hamburger Journalisten Holger Kreymeier moderierte sie von 2014 bis 2018 gemeinsam mit ihrem Mann das Magazin Hoaxilla-TV.
Auf dem Twitch-Kanal WildMics ist Alexa Waschkau seit 2020 in mehreren Formaten zu sehen, so gemeinsam mit ihrem Mann Alexander bei Hoaxilla Re:Live, sowie bei den Reihen Pärchenabend und #Ferngespräch bzw. Nachsitzen von Thomas Krappweis. Sie bespielte im gleichen Kanal das Format KlugScheitern.

## Publikationen
- mit Sebastian Bartoschek: Ghosthunting – Auf Spurensuche im Jenseits. Alibri Verlag, Aschaffenburg 2013, ISBN 978-3-86569-173-6.
- mit Sebastian Bartoschek und Alexander Waschkau: Muss man wissen! Ein Interview mit Dr. Axel Stoll. JMB Verlag, Hannover 2013, ISBN 978-3-944342-29-0.
- mit Sebastian Bartoschek: Psycho im Märchenwald. Ein Spaziergang durch 24 Märchen der Gebruder Grimm. Edition Roter Drache, Remda-Teichel 2014, ISBN 978-3-939459-83-5.
- mit Alexander Waschkau: The HoaX-Files Band 1: Horror, Spuk und Bloody Mary. JMB Verlag, Hannover 2014, ISBN 978-3-944342-52-8.
- mit Diana Menschig: Dunkle Wurzeln. dotbooks, München 2016, ISBN 978-3-95824-520-4
- mit Alexander Waschkau: The HoaX-Files Band 2: Gefährliche Tote. JMB Verlag, Hannover 2017, ISBN 978-3-944342-84-9

### Beiträge in Publikationen
- Agartha in OP Verschlusssache. Verlag ohne Ohren, Wien 2015, ISBN 978-3-903006-27-0 bzw. ISBN 978-3-903006-28-7.
- Vorwort in Gedankenwelten 2 – Interviews zwischen Wahn und Sinn. von Sebastian Bartoschek. JMB Verlag, Hannover 2014, ISBN 978-3-944342-39-9.
- Vorwort in Öl- und Glaubenskriege. Wie das schwarze Gold Politik, Wirtschaft und Religionen vergiftet. von Michael Blume. JMB Verlag, 2022, ISBN 978-3-95945-041-6.

### Übersetzungen
- Edzard Ernst: Nazis, Nadeln und Intrigen. Erinnerungen eines Skeptikers. JMB Verlag, Hannover 2015, ISBN 978-3-944342-56-6.
- Edzard Ernst: SchmU. Schein-medizinischer Unfug. JMB Verlag, Hannover 2019, ISBN 978-3-95945-008-9.

### Gesprochene Hörbücher
- Jörg Resag: Feynman und die Physik: Leben und Forschung eines außergewöhnlichen Menschen.
- Holm Gero Hümmler: Relativer Quantenquark.
- Ulrike Schiesser, Holm Gero Hümmler: Fakt und Vorurteil – Kommunikation mit Esoterikern, Fanatikern und Verschwörungsgläubigen.